# Буџак (Књажевац)
Буџак је назив за једну од природних целина Старе планине. Налази се у општини Књажевац.

## Локација
Буџак се налази испод највиших врхова, у централном делу Старе планине. Омеђан је са јужне стране општинским границама Књажевца и Пирота, са источне стране државном границом Србије и Бугарске, са западне општинским границама Књажевца и Сврљига, док се на северној страни граничи предеоном целином која се назива Заглавак. Прецизније, границе Буџака иду од највећег врха Старе планине, Миџора (2.169 м), преко Тупанара (1.848 м), Жаркове чуке (1.848 м), Балвана (1. 4З4 м), Брезовичке чуке (1.282 м), Гранилове (1.088 м), Дренове главе (926 м), Стањанске реке, Секиног грамађа (827 м), Шестог Габра (826 м), Трговишког Тимока, затим линијом старе српско-турске границе (из периода од 1833. до 1878. године). Овако заокружена предеона целина заузима површину од 279,99 км. Административно Буџак је део општине Књажевац, са још 14 насеља: Алдина Река, Балта Бериловац, Вртовац, Габровница, Иново, Јаловик Извор, Јања, Кална, Равно Бучје, Стањинац, Татрасница, Ћуштица, Црни Врх и Шести Габар. Због свог изолованог географског положаја добија назив «Буџак» што на турском језику значи: закутак, угао, ћошак и у преносном смислу у потпуности му одговара.

## Истроја Буџака
Буџак је био насељен још у праисторији, о чему сведоче пећински цртежи у Габровници. На овом простору нађени су остаци античких утврђења, код Калне и Јање. У области Буџака налазе се бројни сакрални објекти. Из 19. века датирају Манастир Светог Онуфрија код Стањинца, Црква Рођења пресвете Богородице у Габровници, Црква Свете Петке у Јаловик Извору, а из 20. века Црква Светог Пантелејмона у Кални, Црква Светог Илије у Црном Врх
У турско време Буџак је припадао Софијском санџаку. Од Турака је ослобођен и припојен Србији 1878. Административно припада општини Књажевац од 1965.
У Вртовцу се на Ђурђевдан одржава традиционални етно-фест „Молитва под Миџором”.